# Clancy Bouvier
Pour les articles homonymes, voir Bouvier.
Clancy Bouvier est un personnage de la série animée télévisée Les Simpson.
Il est le père de Marge Simpson et de ses deux sœurs jumelles Patty et Selma Bouvier.
Il apparaît, entre autres, dans Il était une fois Homer et Marge (Nos belles années), mais surtout dans La Peur de l'avion (la peur de voler), où Marge, qui a une phobie de l'avion, finit par avouer à une psychologue que cette phobie est due au métier de son père : enfant, elle le croyait pilote, avant de s'apercevoir, un jour, qu'il était « hôtesse de l'air » (steward). 
Suivant les épisodes où il apparaît, Clancy Bouvier a les cheveux soit bruns, soit bleus. On prétend qu'il est mort dans un accident de montagnes russes, mais en réalité, on apprend dans l'épisode Manque de taffe qu'il est mort du cancer des poumons.
Dans La Couleur jaune (épisode 13 de la saison 21), Marge Simpson (sa fille) avoue qu'il était français.

## Famille
Dans la série, Clancy est :
- Marié à Jackie Bouvier
- Père de Marjorie (Marge Simpson, née Bouvier), Patty et Selma Bouvier
- Grand-père de Bartholome, Lisa et Margaret Simpson et de Ling Bouvier
- Beau-père de Homer Simpson